# Elwendia wolffii
Elwendia wolffii är en växtart i släktet Elwendia och familjen flockblommiga växter.
Arten är endemisk i Iran. Den beskrevs först av Jevgenij Kljujkov och fick sitt nu gällande namn av Michail Pimenov och Jevgenij Kljujkov.